# Helenopol (powiat krotoszyński)
Helenopol – osada leśna w Polsce położona w województwie wielkopolskim, w powiecie krotoszyńskim, w gminie Zduny.
W pobliżu znajdują się: Studnia Świętego Marcina i rezerwat przyrody Buczyna-Helenopol.